# نورمان بيكر (مستكشف)
نورمان بيكر (بالإنجليزية: Norman Baker)‏ (مواليد 1929 - 22 نوفمبر 2017)، ملاح أمريكي، عمل مع ثور هايردال وَسافر معه في بعثاته. وقَاد رحلة إستكشافية بَحثاً عَن علامات مستوطنات الفايكنج في أميركا الشمالية لِشكُوكِه بِكون الفايكنج وصلوا إلى قارة أمريكا قبل كريستوفر كولمبوس.